# Afraflacilla vestjensi
Afraflacilla vestjensi is een spinnensoort in de taxonomische indeling van de springspinnen (Salticidae).
Het dier behoort tot het geslacht Afraflacilla. De wetenschappelijke naam van de soort werd voor het eerst geldig gepubliceerd in 1993 door Marek Żabka.